# Maria Muhar
Maria Muhar (* 1986 in Wien) ist eine österreichische Schriftstellerin und Kabarettistin.

## Leben und Wirken
Maria Muhar wuchs in Wien auf und absolvierte nach der Matura eine Lehrausbildung zur Köchin. Danach studierte sie an der Akademie der bildenden Künste Wien und wechselte nach dem Abschluss an die Universität für angewandte Kunst Wien, wo sie Sprachkunst studierte. Sie schreibt Prosa, Lyrik und unterschiedliche Bühnentexte. 2021 verfasste sie gemeinsam mit Stefanie Sargnagel, Barbi Marković und Lydia Haider als Wiener Grippe/KW77 das Theaterstück Tuntschi. Eine Häutung. 
2022 erschien Muhars Debütroman Lento Violento.
Für ihr 2022 gestartetes Solo-Kabarettprogramm Storno unter der Regie von Sabine Muhar wurde sie 2023 mit dem Förderpreis des Österreichischen Kabarettpreises ausgezeichnet. Bei den Wiener Festwochen 2023 konzipierte sie die Kabarettreihe Comish.
2024 schrieb sie für Blind Date Collaboration das Theaterstück Wirecard: Last Exit Bad Vöslau, das unter der Regie von Marie-Christin Rissinger am Theater am Werk uraufgeführt wurde.

## Publikationen
- 2022 Lento Violento. Roman. Verlag Kremayr & Scheriau, Wien. ISBN 978-3-218-01325-3.
- 2020 Schlachthausgasse. Text für Und wie wir hassen! 15 Hetzreden. HG Lydia Haider, Verlag Kremayr & Scheriau, Wien. ISBN 978-3-218-01210-2.

## Kabarett
- 2022 Solo-Kabarettprogramm Storno[8]
- 2025 Solo-Kabarettprogramm Mariannengraben[9]

## Theater
- 2021 Tuntschi. Eine Häutung. Gemeinsam mit dem Autorinnenkollektiv Wiener Grippe/KW77, Regie: Sara Ostertag. Uraufführung an den Bühnen Bern[10]
- 2023 Wirecard: Last Exit Bad Vöslau Theaterstück[11] mit Blind Date Collaboration, Regie: Marie-Christin Rissinger, Uraufführung Theater am Werk[12]

## Auszeichnungen
- 2023 Österreichischer Kabarettpreis (Förderpreis) für ihr Programm Storno[5]
- 2023 Dramatiker:innenstipendium der Literar-Mechana[13]
- 2023 Nominierung Shortlist Rauriser Literaturpreis[14] für ihren Debütroman Lento Violento
- 2022 Arbeitsstipendium Darstellende Kunst Theater der Stadt Wien (MA7)
- 2022 Arbeitsstipendium im Bereich Kabarett des BMKÖS für ihr Programm Storno